# Ley de Gobierno de la India de 1858
La Ley de Gobierno de la India de 1858 (en inglés: Government of India Act 1858) fue una ley del Parlamento del Reino Unido (21 & 22 Vict. c. 106) aprobada el 2 de agosto de 1858. Su objetivo era la liquidación de la Compañía Británica de las Indias Orientales (que hasta aquel momento era quien gobernaba la India bajo el auspicio del Parlamento) y el traspaso de sus funciones a la Corona británica. El primer ministro Henry John Temple, presentó un proyecto de ley para la transferencia en el control del gobierno de la India de la Compañía de las Indias Orientales a la Corona, en referencia a los graves defectos en el sistema del gobierno de la India.